# هری بولت
هری بولت (زادهٔ ۲۳ فوریهٔ ۱۹۳۰ میلادی در شهر چرنیاخوفسک ،پروس خاوری، آلمان) یک سوارکار مرد اهل کشور آلمان است. وی قهرمان المپیک است. او مدال طلای تیمی را در رشته درساژ در بازی‌های المپیک تابستانی ۱۹۶۴، توکیو و همچنین در بازی‌های المپیک تابستانی ۱۹۷۶ مونترآل بدست آورده‌است.